# Osmanské interregnum
Osmanské interregnum (1402–1413) bylo období kritického bezvládí v Osmanské říši, kdy se synové a potenciální nástupci sultána Bajezida I. nebyli schopni a ochotni podřídit se jednomu sultánovi. Spory mezi bratry přerostly v sérii občanských válek a dočasné rozdělení Osmanské říše.

## Historie
Toto bezvládí začalo v roce 1402 porážkou Osmanů od krutého uzbeckého bojovníka s mongolskými kořeny Tamerlána v bitvě u Ankary. Samotný sultán Bajezid byl v této bitvě zajat a zemřel v zajetí za záhadných okolností v roce 1403, za jeho nástupce byl Tamerlánem potvrzen jeho nejmladší syn Mehmed. Nicméně Tamerlán po zpustošení Malé Asie zaměřil své dobyvačné plány zpět na Dálný východ a v roce 1405 zemřel. Evropský zvyk, že nástupcem se stává nejstarší syn, v Osmanské říši spíše neplatil. Čtyři Mehmedovi bratři Sulejman, Isa, Musa a posléze i Mustafa odmítli uznat Mehmeda společným sultánem a obsadili některá území Osmanské říše. Nejstarší bratr Sulejman obsadil evropské državy v Thrákii (nezničené Tamerlánem), Isa s podporou Sulejmana zabral město Bursa a okolí, nejmladší Mehmed se usadil ve městě Amasya.
Nastala série vzájemných občanských válek, kdy se uzavíraly mezi bratry rozdílné koalice. Isa byl zavražděn nejspíš Mehmedovými agenty v roce 1406. Vojensky ale vítězil spíše Sulejman, který začal z Thrákie okupovat i západní část Malé Asie. Posléze však Musa s pomocí Mehmedových vojsk napadnul brutálním úderem Sulejmana v Evropě a nakonec byl Sulejman v roce 1411 poražen a zabit.
Křesťané v Evropě však nebyli schopni této situace využít pro svůj prospěch zejména kvůli slabosti upadající Byzantské říše a také vzhledem k tehdejším vzájemným rozbrojům a neshodám, které se projevovaly například papežským schizmatem.
Musa vojensky ovládl Thrákii, i on se však poté odmítl podřídit Mehmedovi. Teprve v roce 1413 porazil Mehmed v Bulharsku Musu s pomocí srbského despoty Stefana Lazareviče a mohl se stát sjednocujícím sultánem Mehmedem I.

Nicméně Mehmedův poslední bratr Mustafa Çelebi (známý jako Düzmece Mustafa) nalezl exil v Byzantské říši a pokoušel se pořád získat sultánský trůn. Po Mehmedově smrti odmítl uznat nového sultána Murada II. a ve spojení s Byzantskými vojsky se pokusil ovládnout Osmanskou říši. Kvůli zradě svých spojenců byl však Mustafa zajat osmanskými spojenci a v roce 1422 popraven.
| Předchůdce: Bájezíd I. | Znak z doby nástupu | Osmanský sultán (interregnum) 1402–1413 | Znak z doby konce vlády | Nástupce: Mehmed I. |